# Kantate
En kantate (flertal: kantater) er en vokalkomposition akkompagneret af instrumenter, f.eks. fremført af kor og orkester til brug ved gudstjenesten i større kirker.